# Martin Ropoš
Martin Ropoš (madžarsko Ropos Márton), slovenski politik na Madžarskem. * Gornji Senik, 23. oktober 1951.
Bil je župan Gornjega Senika od 1988 do 2006 in predsednik Državne Slovenske Samouprave na Madžarskem od 1994 do 2019.

## Življenje in delo

### Mladost in šolanje
Njegova rojstna hiša je bila na t. i. Janezovem bregu (madžarsko Jánoshegy, v lokalnem govoru Meleknovo vreje). Njegovi starši so bili kmetje: oče mu je bil Martin st. (1908-1976), mati mu je bila Ana (1918-1975), rojena Emberšič.
Na Gornjem Seniku je hodil v osnovno šolo, kjer se je naučil madžarsko, ker so doma govorili v porabskem narečju. Veliko je vplival nanj tudi župnik Janoš Kühar. Na Küharjevo prigovarjanje in tudi na željo staršev se je šolal na srednji katoliški šoli v Győru. Živel je v internatu, šolnino so pa plačevali starši.

### Družbeno in politično delovanje
Po maturi ni mogel nadaljevati študija na univerzi, ker je njegova mati zbolela. Zaposlil se je v podjetju, ki je opravljalo melioracijska dela v Železni županiji. Po služenju vojaškega roka je izgubil to službo, ker se je podjetje preselilo. Opravil je dodatno izobraževanje za trgovca, ki ga je opravljal dve leti po različnih naseljih v Porabju. Tudi je vodil na Gornjem Seniku mladinski klub, kjer je spoznal pisateljico Ireno Barber.
Ponudili so mu štipendijo, med šolanjem, ki je potekalo ob delu, pa je deloval kot referent na različnih oddelkih. Kmalu se je redno zaposlil na Dolnjem Seniku.
Leta 1988 je bil izvoljen za župana na Gornjem Seniku. Od leta 1994 začel opravljati funkcijo predsednika Državne slovenske samouprave. V času njegovega županovanja so naredili nove ceste, kanalizacijo in vodovod. Tudi so organizirali prireditve, praznovanja in srečanja. Takrat je bilo omogočeno odprtje mejnega prehoda.
Na čelu Državne slovenske samouprave mu je sledil pisatelj in novinar Karči Holec. Trenutni župan Gornjega Senika je njegov sin Gabor Ropoš.